# Albert Nyembo
 (juin 2019).
Si vous disposez d'ouvrages ou d'articles de référence ou si vous connaissez des sites web de qualité traitant du thème abordé ici, merci de compléter l'article en donnant les références utiles à sa vérifiabilité et en les liant à la section « Notes et références ».
Albert Nyembo Mwana-Ngongo, né le 30 mai 1929 est un homme politique de République démocratique du Congo, plusieurs fois ministre dans les années 1960.

## Biographie
Albert Nyembo fait ses études secondaires à l'institut Saint-Boniface à Lubumbashi. Il obtient son diplôme de l'école des Télécommunications de Kinshasa (1950). Avant 1960, il a fait toute sa carrière comme fonctionnaire à la colonie (Congo belge) ; il a également été syndicaliste. Lors des élections communales organisées avant l'Indépendance, il est élu Conseiller Communal et membre du conseil d'Elisabethville (Lubumbashi).
En 1960 il est élu député national dans la circonscription électorale de Tanganyika.
Lors de la formation du Gouvernement Lumumba, il est nommé secrétaire d'État à la Défense nationale.
Il a ensuite été ministre de la Fonction publique du gouvernement du Katanga. Le 14 avril 1963, il est nommé ministre de l'Économie nationale du Gouvernement Adoula. Il se présente aux élections législatives de 1965, et est élu député national dans le Tanganyika. Il a été président du chemin de fer des Grands Lacs (1964) et président des Brasseries Simba (1973). En 1970 lors des élections nationales au niveau du bureau politique, il est élu commissaire politique pour la région du Shaba. Il siège au bureau politique du Mouvement populaire de la Révolution du 22 novembre 1977 au 18 février 1981. Il est membre du comité central du MPR depuis l'annonce publique de sa composition (2 septembre 1980). Il a été président de la Commission économique et financière du début jusqu'en mars 1984. Son mandat au comité central fut ensuite renouvelé le 28 janvier 1985.